# Schaffenburg
Schaffenburg was een stadskasteel in het centrum van de Nederlandse stad Utrecht.
Schaffenburg op de locatie Achter Clarenburg 12-14 verrees als groot stenen huis met weerbaar karakter in het eerste kwart van de 13e eeuw. Het hoofdhuis was 9 meter breed en 16,5 tot 19 meter diep. Het huis was voorzien van spaarbogen. In de 18e eeuw werd het als manege gebruikt voor de Academie- of Ridderschool, later door de Dienst Openbare Werken. Vandaag de dag staat op de locatie van Schaffenburg Hoog Catharijne.